# Fresh Del Monte Produce
Productos Frescos Del Monte (en inglés Fresh Del Monte Produce) (NYSE: FDP) es una productora y distribuidora de fruta y otros productos agrícolas.
La empresa entró en existencia en su forma actual en 1996, después de un cambio de dueños. En 1989, la Corporación Del Monte se dividió en dos empresas, Del Monte Tropical Fruit y Del Monte Foods. La primera cambió su nombre en 1993 a Fresh Del Monte Produce (Productos Frescos Del Monte), mientras que la segunda todavía existe como una entidad separada. Sin embargo el logo de "Del Monte" aún es utilizado por ambas compañías.
Productos Frescos Del Monte tiene su sede en George Town, Islas Caimán, en Territorio Británico de Ultramar. El actual Director ejecutivo es Mohammad Abu-Ghazaleh.
La empresa cuenta con operaciones de agricultura y compra de fruta de productores independientes en los siguientes países: Costa Rica, Guatemala, Ecuador, Colombia, Perú, Brasil, Argentina, Chile, Camerún, Sudáfrica, España, Filipinas, Venezuela entre otros. Los principales productos de la compañía son los plátanos, piñas, melones, y otras frutas.
Durante el mes de octubre de 2004, la Compañía adquirió de Del Monte Foods operaciones en Europa, África y el Medio Oriente. Esta compra era parte de lo que había sido la original Del Monte Foods Company. Con esta compra, la Compañía opera actualmente el sector de las frutas frescas y conservas de jugo de operaciones en Italia, Grecia, Kenia y Sudáfrica. Las operaciones de Del Monte Foods y Del Monte Fresh en Europa se consolidaron desde entonces. 
Fresh Del Monte Produce es un importante productor de piña en Hawái, con la mayoría de sus cultivos producidos en el centro de Oahu. En febrero de 2006, la compañía anunció que sería el cese de operaciones del cultivo de piña en Hawái, citando altos costos, el aumento de la competencia, y una incapacidad para llegar a un acuerdo con el propietario de un arrendamiento a largo plazo.  En el momento, la empresa había dicho que dejaría después de la cosecha final en 2008.  Sin embargo, la empresa cesó la producción de Hawái en noviembre de 2006 y despidió 551 trabajadores el 22 de enero de 2007.